# Episodi di The Rookie: Feds
La prima stagione della serie televisiva The Rookie: Feds è trasmessa in prima visione negli Stati Uniti d'America da ABC dal 27 settembre 2022.
In Italia la stagione è inedita.
| n° | Titolo originale    | Titolo Italiano           | Prima TV Usa      |
| -- | ------------------- | ------------------------- | ----------------- |
| 1  | Day One             | Il primo giorno           | 27 settembre 2022 |
| 2  | Face Off            | Faccia a faccia           | 4 ottobre 2022    |
| 3  | Star Crossed        | Sfortunato                | 11 ottobre 2022   |
| 4  | To Die For          | Per cosa morire           | 18 ottobre 2022   |
| 5  | Felicia             | Felicia                   | 25 ottobre 2022   |
| 6  | The Reaper          | Il mietitore              | 1º novembre 2022  |
| 7  | Countdown           | Conto alla rovescia       | 25 novembre 2022  |
| 8  | Standoff            | Stallo                    | 22 novembre 2022  |
| 9  | Flashback           | Flashback                 | 29 novembre 2022  |
| 10 | The Silent Prisoner | Il prigioniero silenzioso | 3 gennaio 2023    |
| 11 | Close Contact       | Contatto ravvicinato      | 10 gennaio 2023   |
| 12 | Out for Blood       | Assetato di sangue        | 17 gennaio 2023   |
| 13 | The Remora          | La remora                 | 24 gennaio 2023   |
| 14 | The Offer           | Prendere o lasciare       | 31 gennaio 2023   |
| 15 | Dead Again          | Morto e rimorto           | 14 febbraio 2023  |
| 16 | For Love and Money  | Amore e denaro            | 21 febbraio 2023  |
| 17 | Payback             | Restituire                | 28 febbraio 2023  |
| 18 | Seeing Red          | Vedere rosso              | 21 marzo 2023     |
| 19 | Burn Run            | Bruciare e correre        | 28 marzo 2023     |
| 20 | I Am Many           | Sono Many                 | 18 aprile 2023    |
| 21 | Bloodline           | Linea di sangue           | 25 aprile 2023    |
| 22 | Red One             | Il rosso                  | 2 maggio 2023     |